# Regionaler Naturpark Caps et Marais d’Opale

Logo des Parks

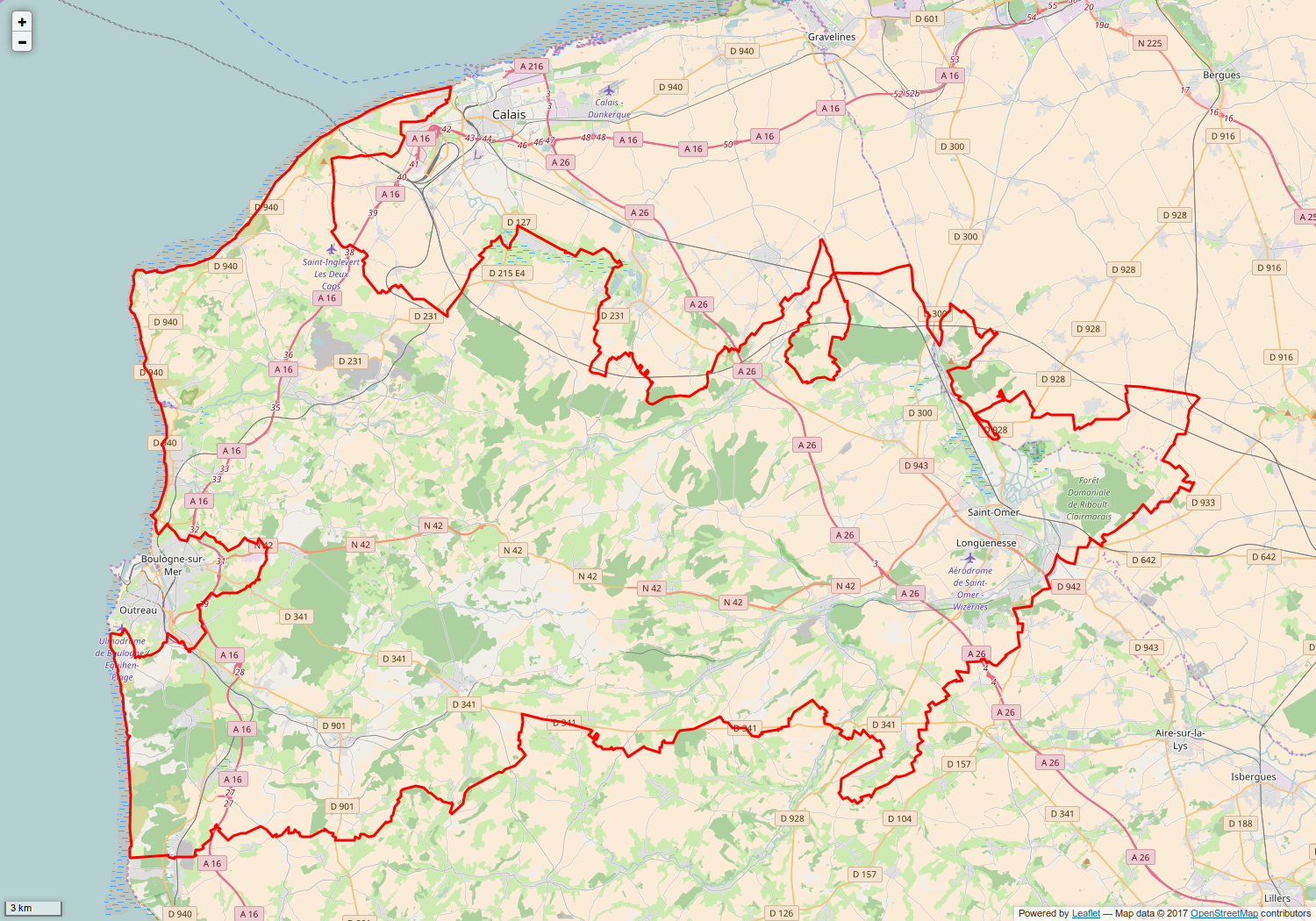
Lage des Parks

Der Regionale Naturpark Caps et Marais d’Opale (französisch Parc naturel régional des Caps et Marais d’Opale) liegt in der französischen Region Hauts-de-France und erstreckt sich überwiegend im Département Pas-de-Calais, reicht zu einem geringen Teil aber auch ins  Département Nord. Er grenzt im Westen an den Ärmelkanal und die Nordsee und ist eingebettet zwischen den historischen Provinzen Flandern im Norden und Artois im Süden. Er grenzt im südlichen Abschnitt seeseitig an den Meeresnaturpark Estuaires Picards et Mer d’Opale.
Der Park befindet sich etwa zwischen den Städten
- Boulogne-sur-Mer im Westen,
- Calais im Norden und
- Saint-Omer im Osten.

## Parkverwaltung

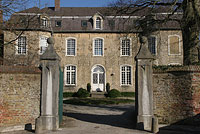
Eingang zum Maison du Parc in Le Wast

Die Gründung des Naturparks erfolgte am 12. Februar 1986, bestand damals aber noch aus den getrennten Naturparks Parc du Boulonnais und Parc du Audomarois, die im Jahr 2000 unter dem heutigen Begriff zusammengefasst wurden. Der Park umfasst aktuell eine Fläche von rund 136.500 Hektar. Die Parkverwaltung mit dem „Maison du Parc“ hat ihren Sitz im Manoir du Hubois im Ort Le Wast (50° 44′ 57″ N, 1° 48′ 6″ O). 153 Gemeinden (Stand 1. Januar 2018) mit einem Einzugsgebiet von etwa 200.000 Bewohnern bilden den Park, weiter Gemeinden sind als "Zugangsorte" mit dem Naturpark assoziiert.

## Größere Orte im Park

### Im Département Pas-de-Calais
- Arques
- Desvres
- Guînes
- Longuenesse
- Marquise
- Saint-Martin-lez-Tatinghem
- Saint-Omer
- Wimereux

### Im Département Nord
- Watten

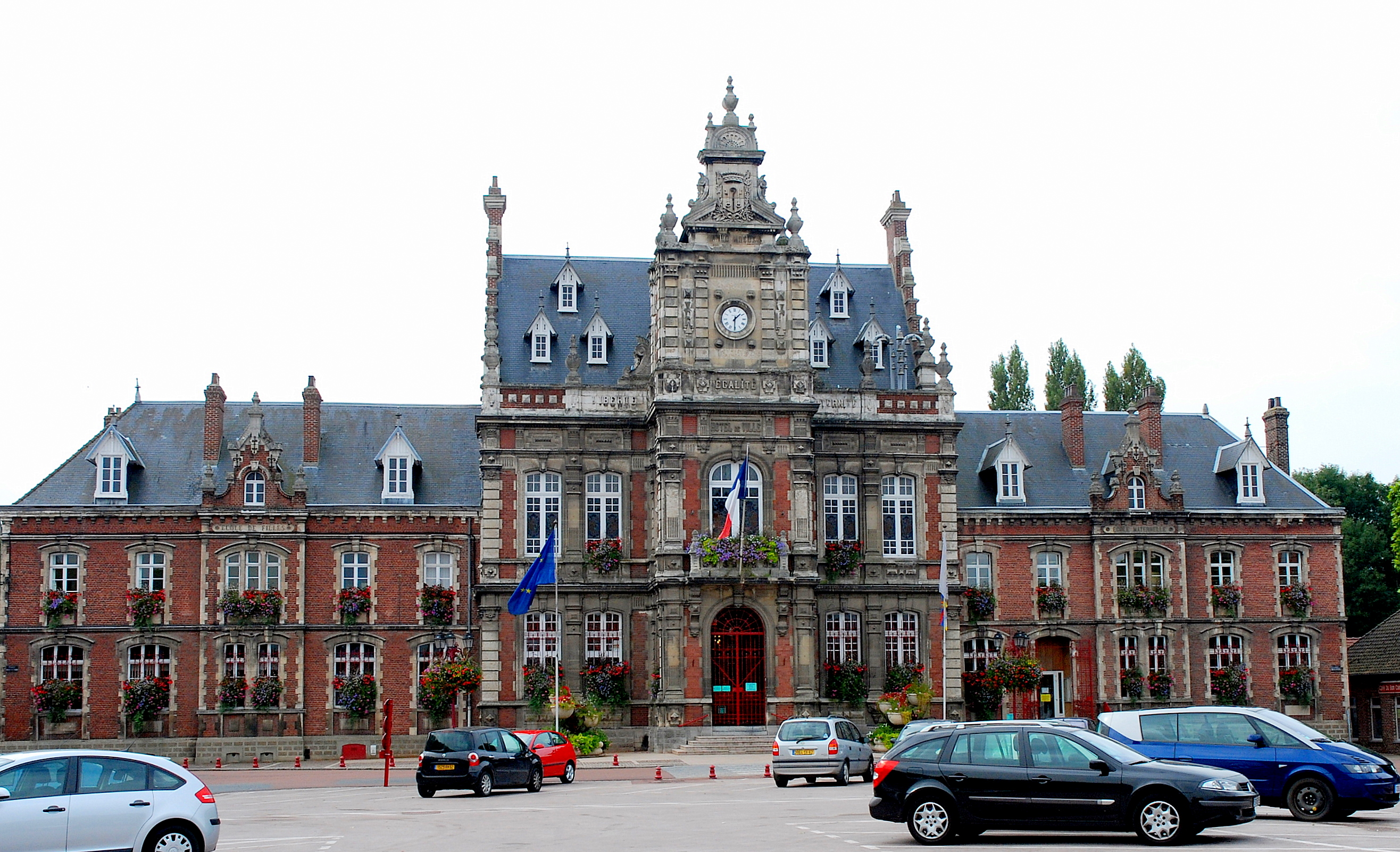
Rathaus von Arques
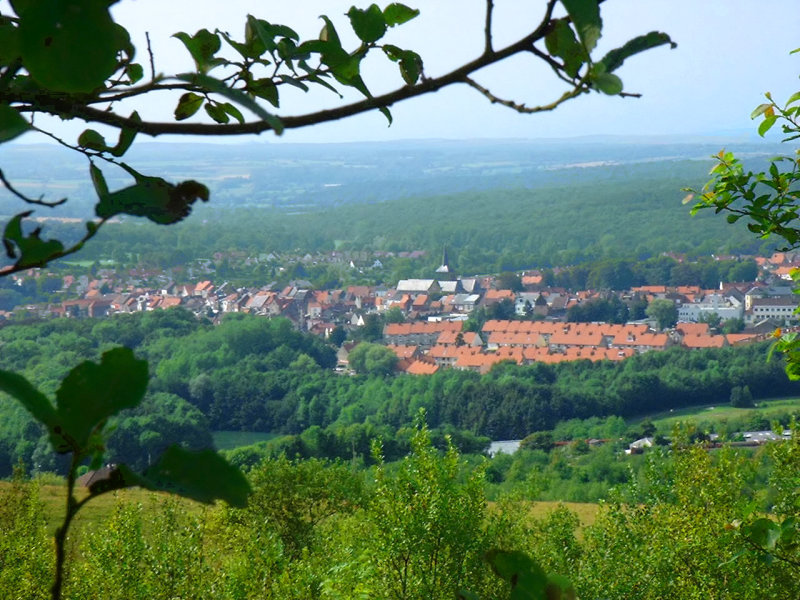
Blick auf Desvres
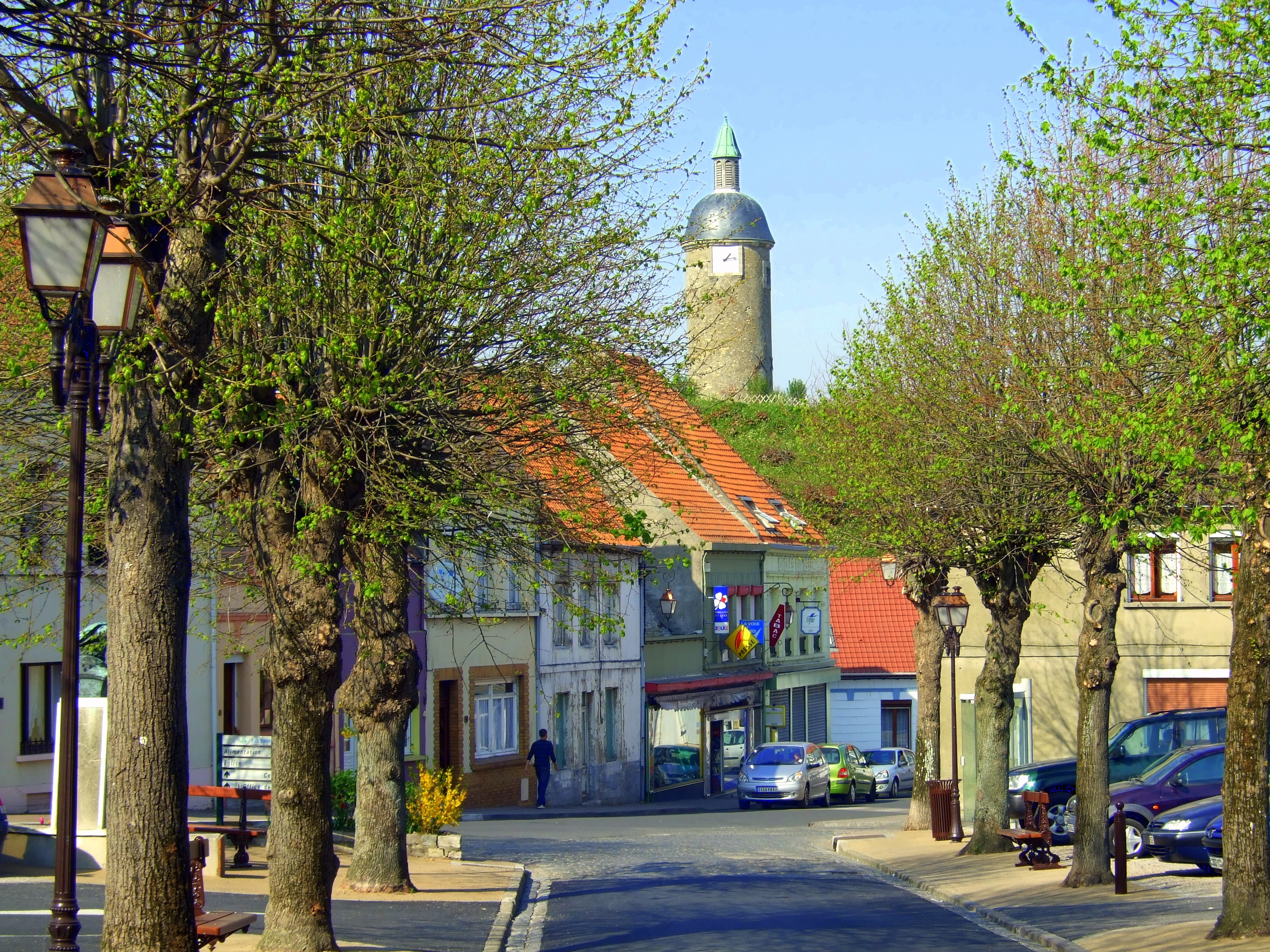
Guînes, Place des Tilleuls
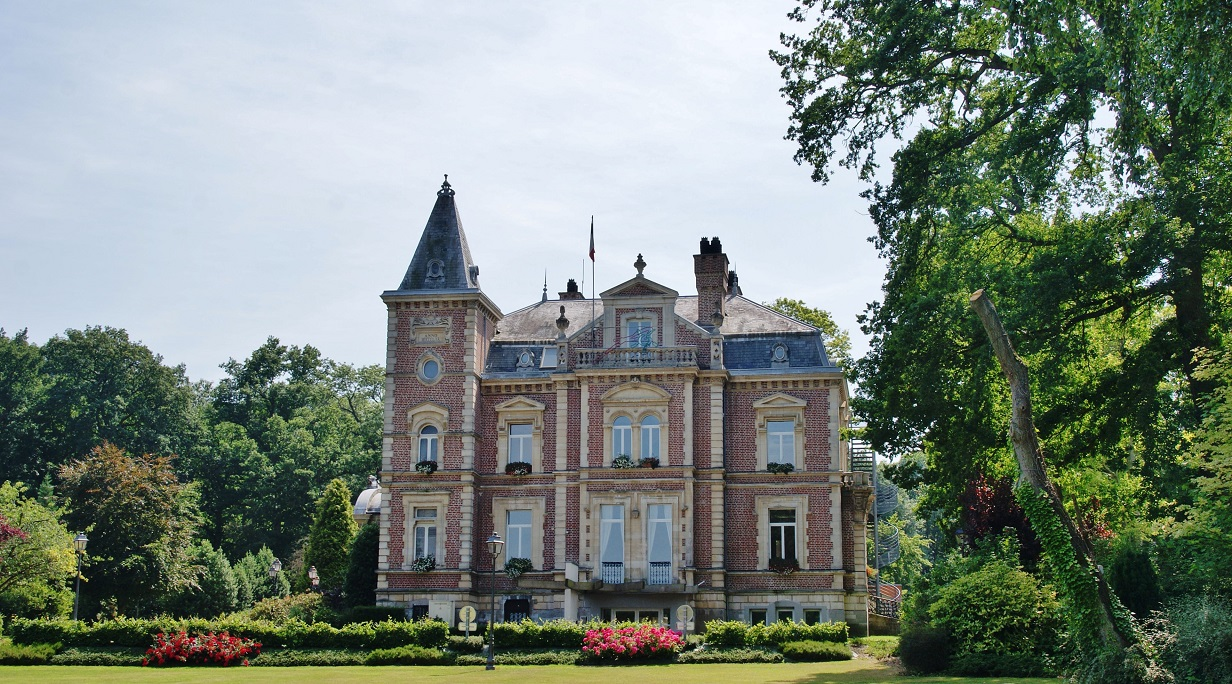
Rathaus von Longuenesse
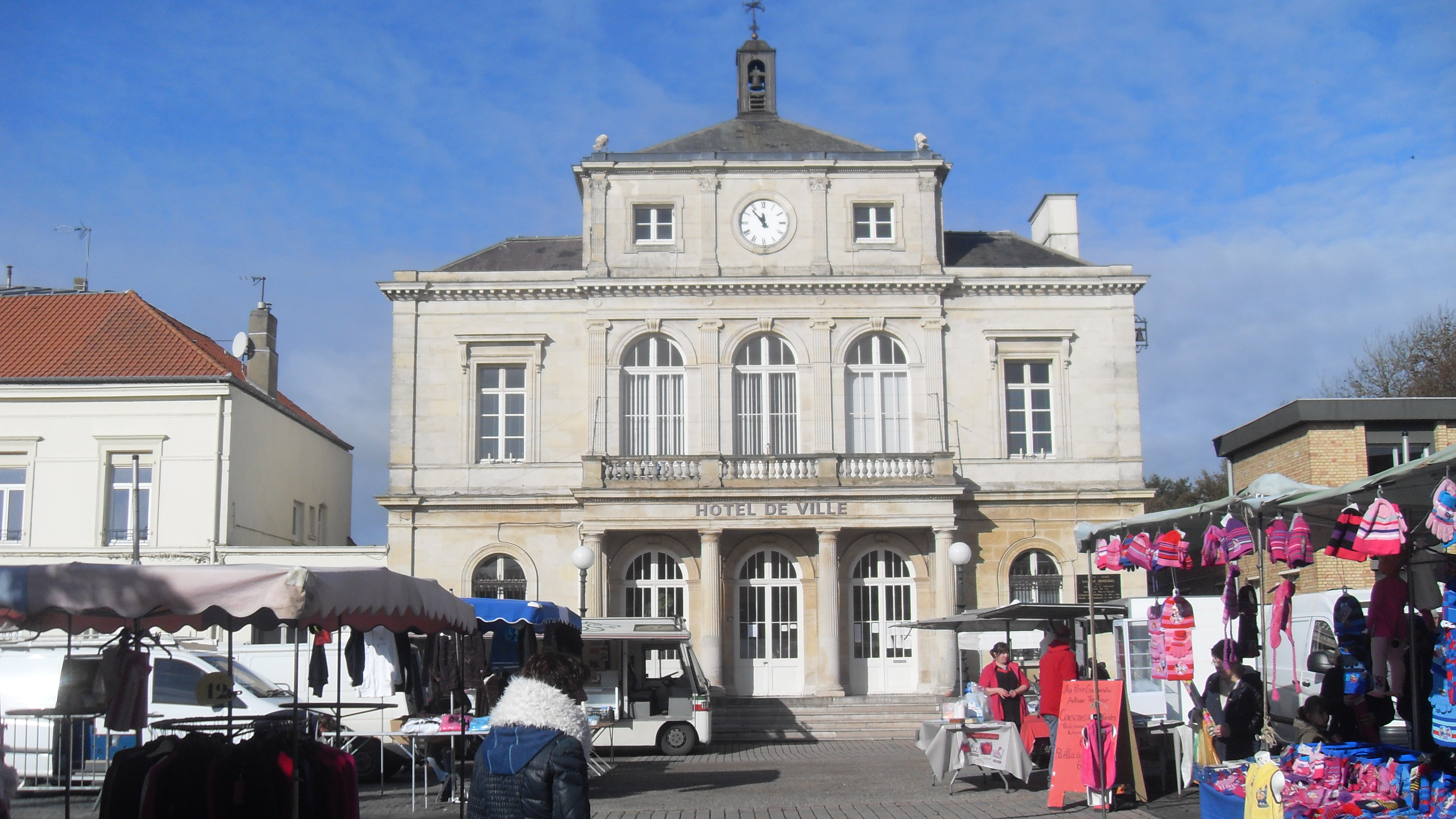
Rathaus von Marquise
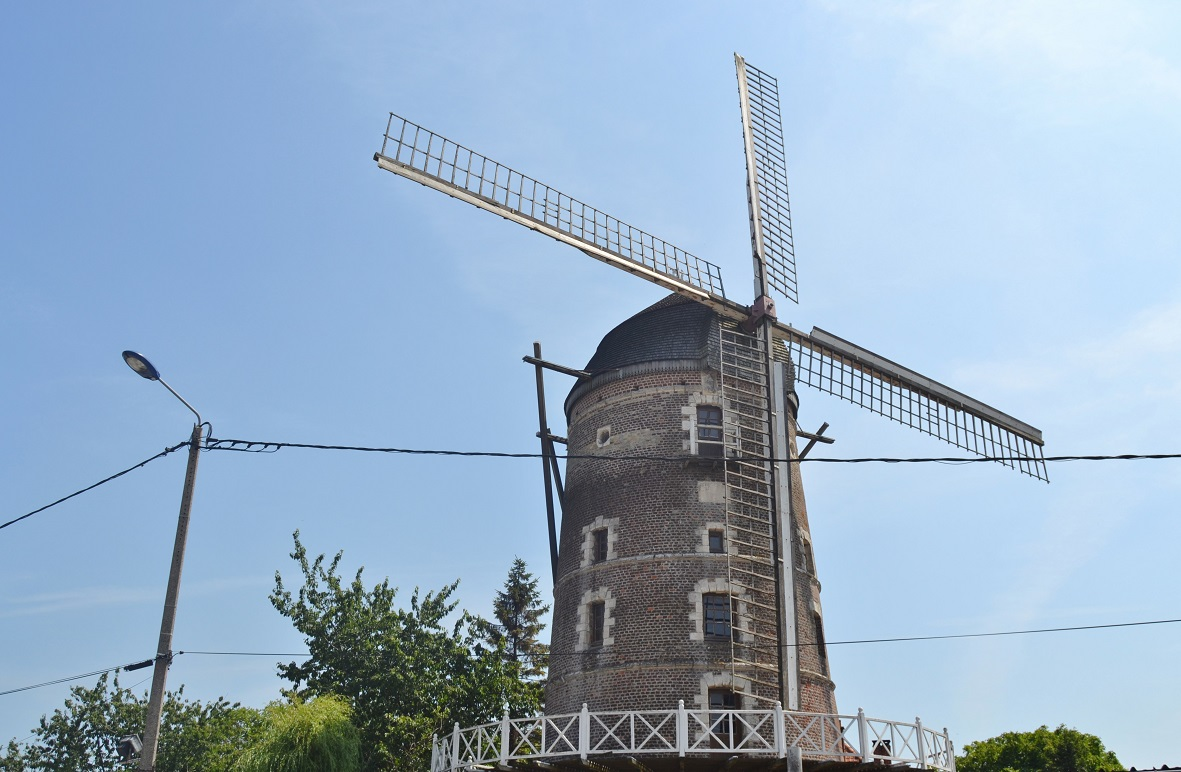
Windmühle in Saint-Martin-au-Laert, Gemeinde Saint-Martin-lez-Tatinghem
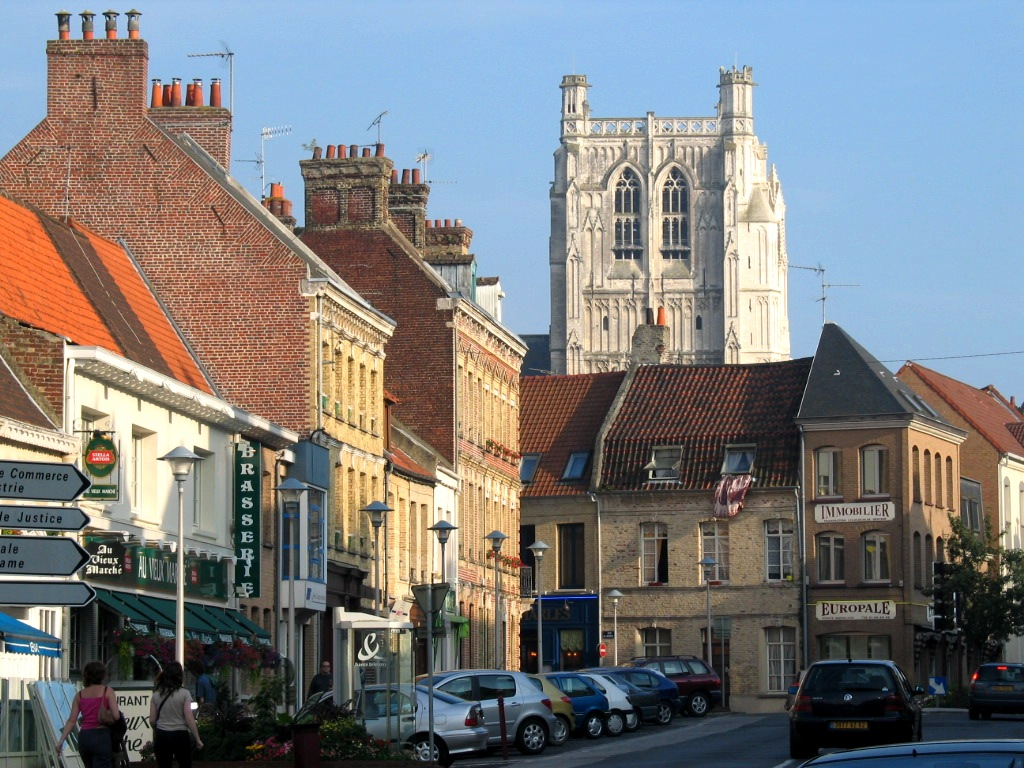
Blick auf die Kathedrale von Saint-Omer
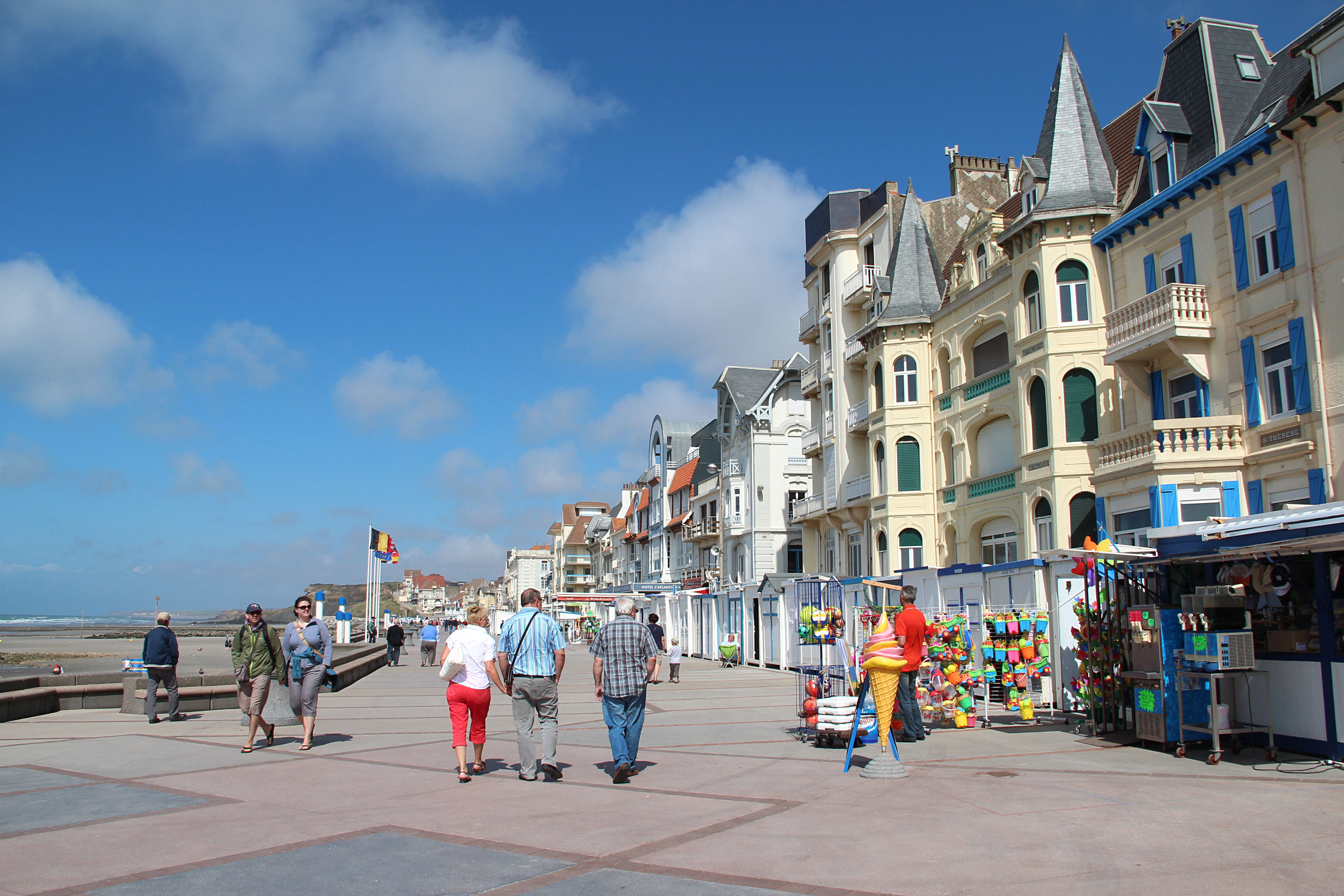
Uferpromenade in Wimereux

## Landschaft
Der Park beeindruckt durch eine am Meer gelegene überwältigende Landschaftsfassade, besonders im Bereich des Territoire des Deux-Caps. Im Landesinneren wechseln Bocage-Landschaften mit Tälern ab, die von Kalkstein-Felsen gesäumt sind und reichen bis zu einer Reihe von Feuchtgebieten, wie z. B. der Marais Audomarois, der als Biosphärenpark von der UNESCO geplant ist.

### Größere Waldgebiete
- Forêt Domianale de Boulogne bei Boulogne-sur-Mer,
- Forêt Domianale de Desvres bei Desvres,
- Forêt Domianale de Tournehem bei Tournehem,
- Forêt Domianale de Guînes bei Guînes,
- Forêt Domianale de Rihoult-Clairmarais bei Clairmarais – das Gebiet wird auch Audomarois genannt, nach dem Gründerbischof Audomar aus dem 7. Jahrhundert, der in der Kathedrale von Saint-Omer begraben ist.

### Flusstäler
- Küstenflüsse
  - Slack im Nordwesten und
  - Liane im Südwesten.
- Einzugsgebiet der Aa, im Osten, mit dem Zufluss
  - Hem im Nordosten.

### Besondere Attraktionen
- Côte d’Opale, Küstenstreifen zwischen Boulogne-sur-Mer und Calais,
- Cap Gris-Nez, graue Landspitze zwischen Boulogne-sur-Mer und Calais,
- Cap Blanc-Nez, weiße Landspitze südlich von Calais,
- Collines du Boulonnais, Hügellandschaft des Boulonnais
- Réserve naturelle nationale des Grottes et des Pelouses d’Acquin-Westbécourt et des Côteaux de Wavrans-sur-l’Aa, Naturschutzgebiet bei Lumbres,
- Réserve naturelle nationale des Étangs du Romelaëre, seenreiches Naturschutzgebiet nordöstlich von Saint-Omer.

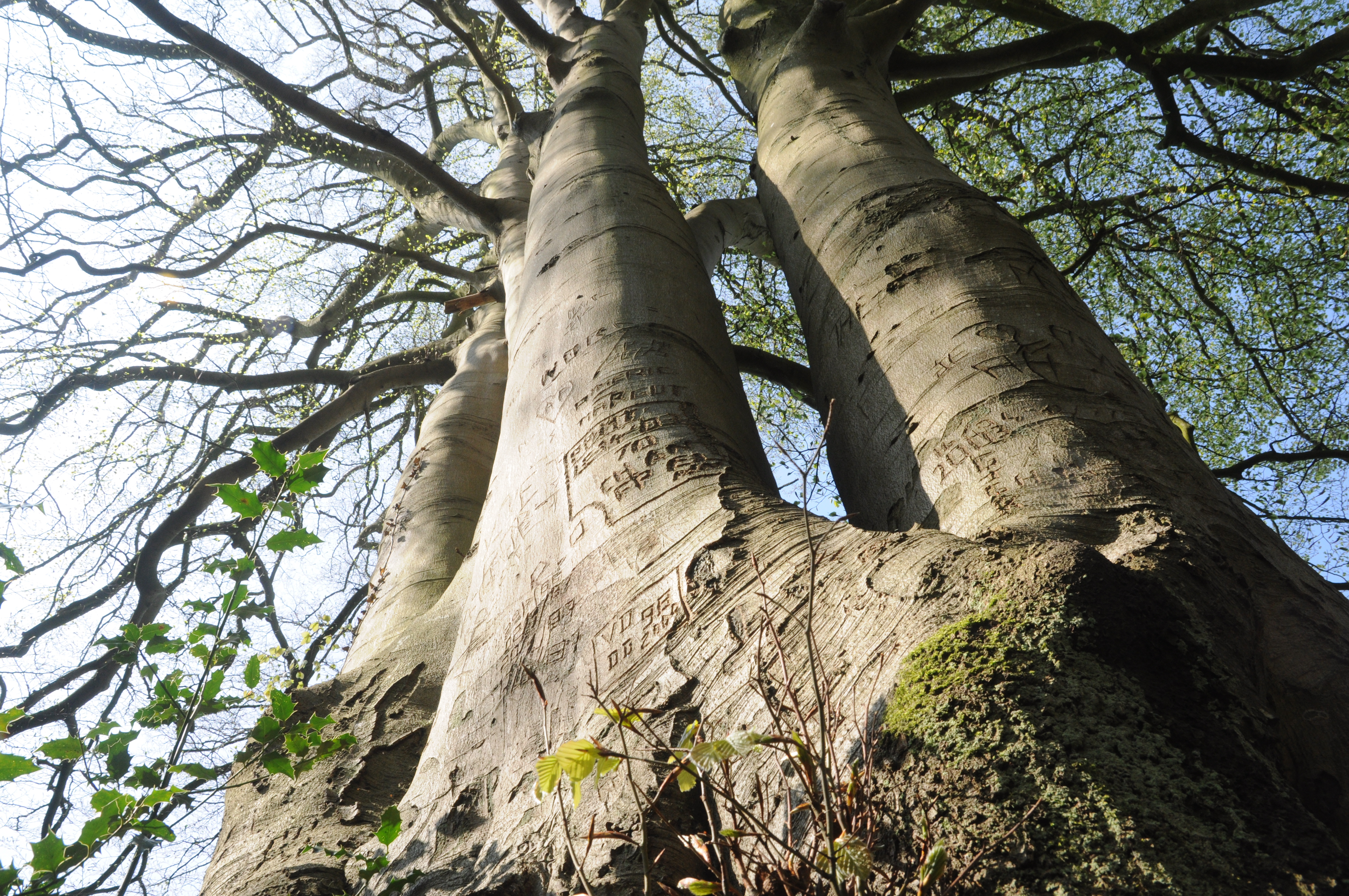
Stattliche Buche im Forêt Domaniale de Desvres
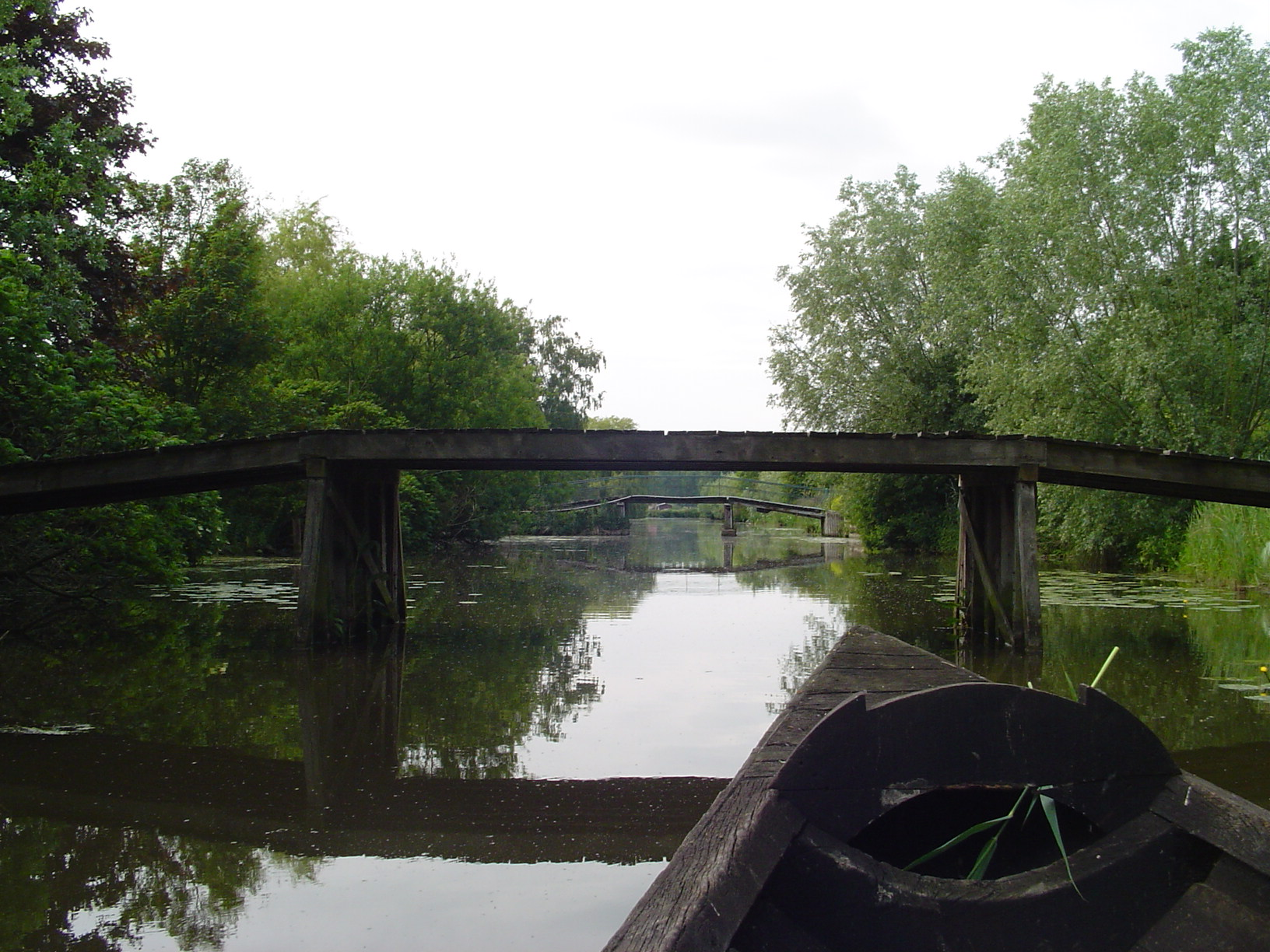
Im Audomarois
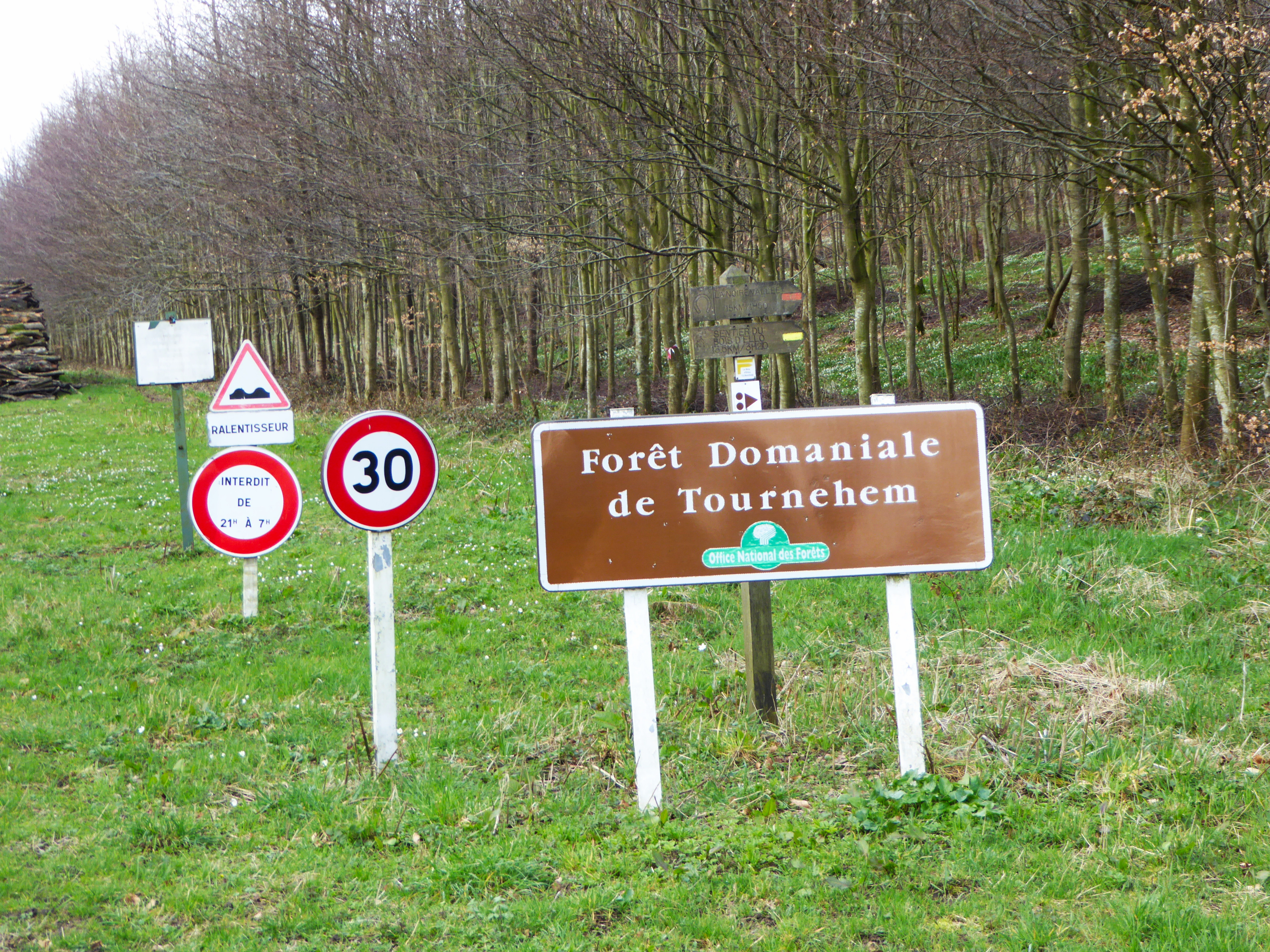
Forêt domaniale de Tournehem
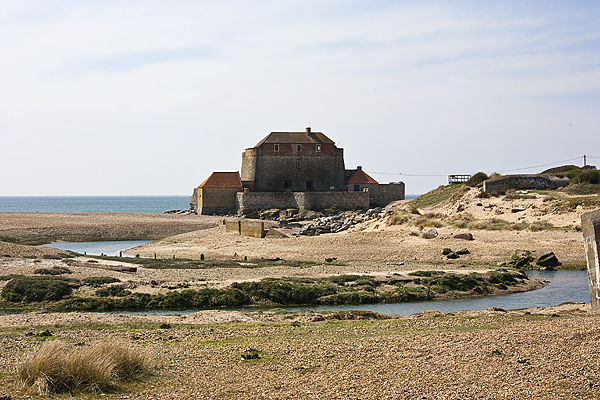
Die Mündung des Slack bei Ambleteuse
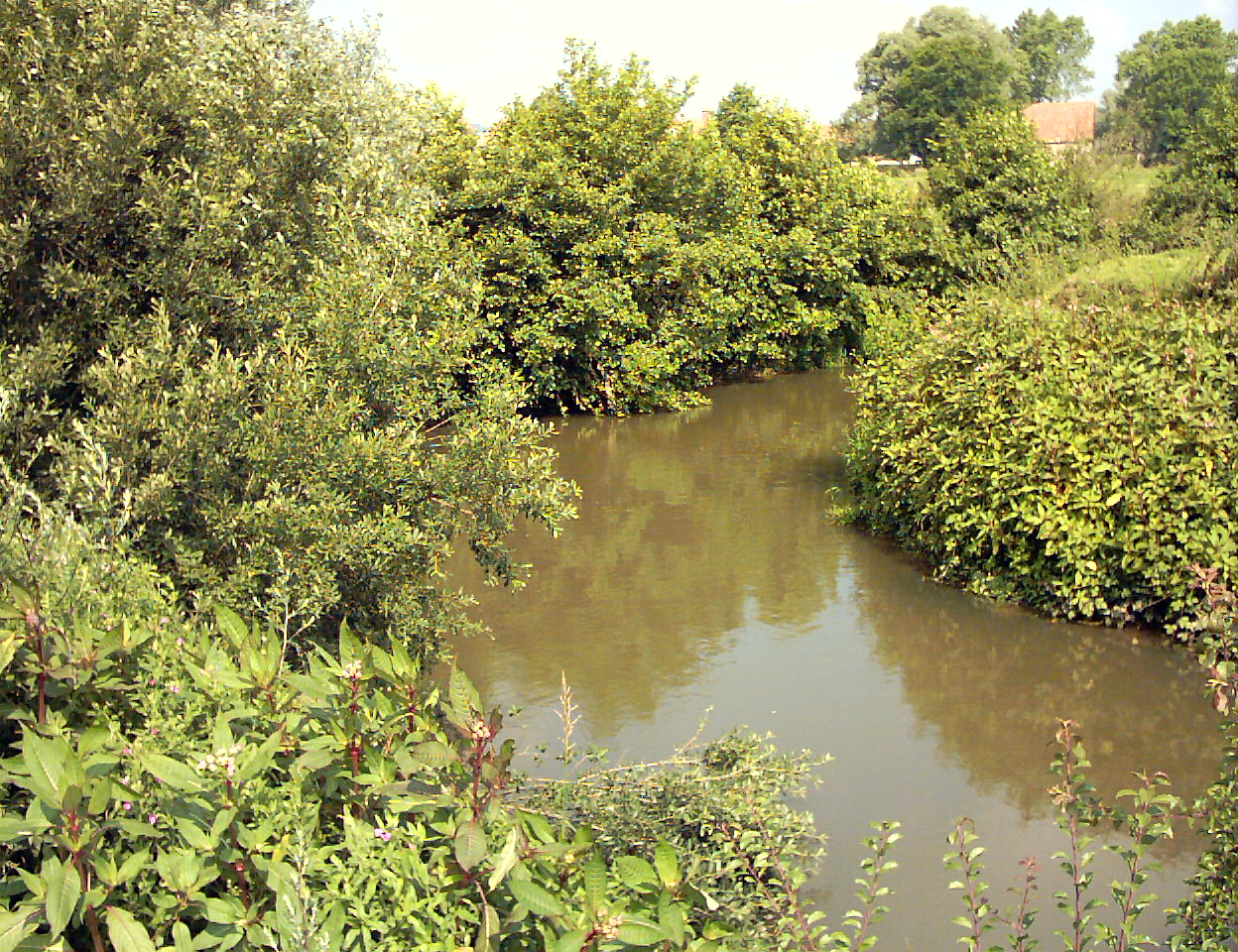
Die  Liane bei Hesdigneul-lès-Boulogne
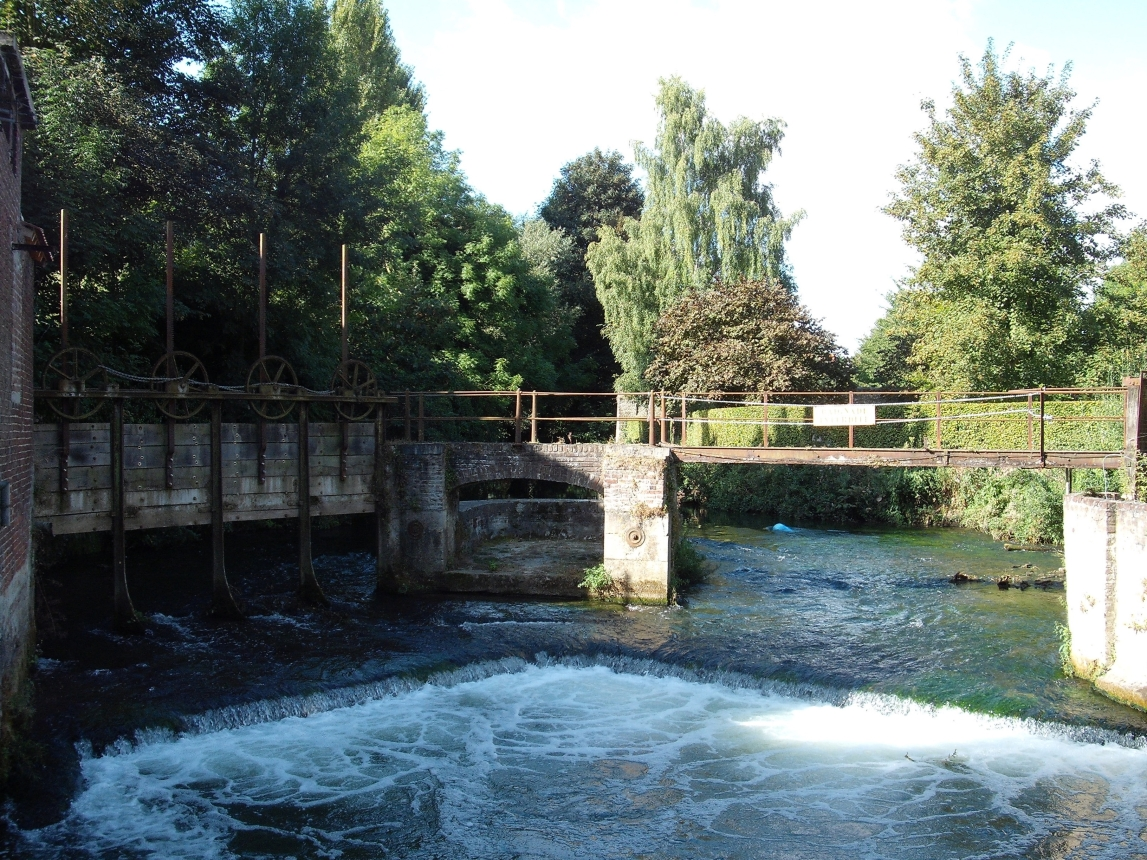
Die Aa bei Blendecques
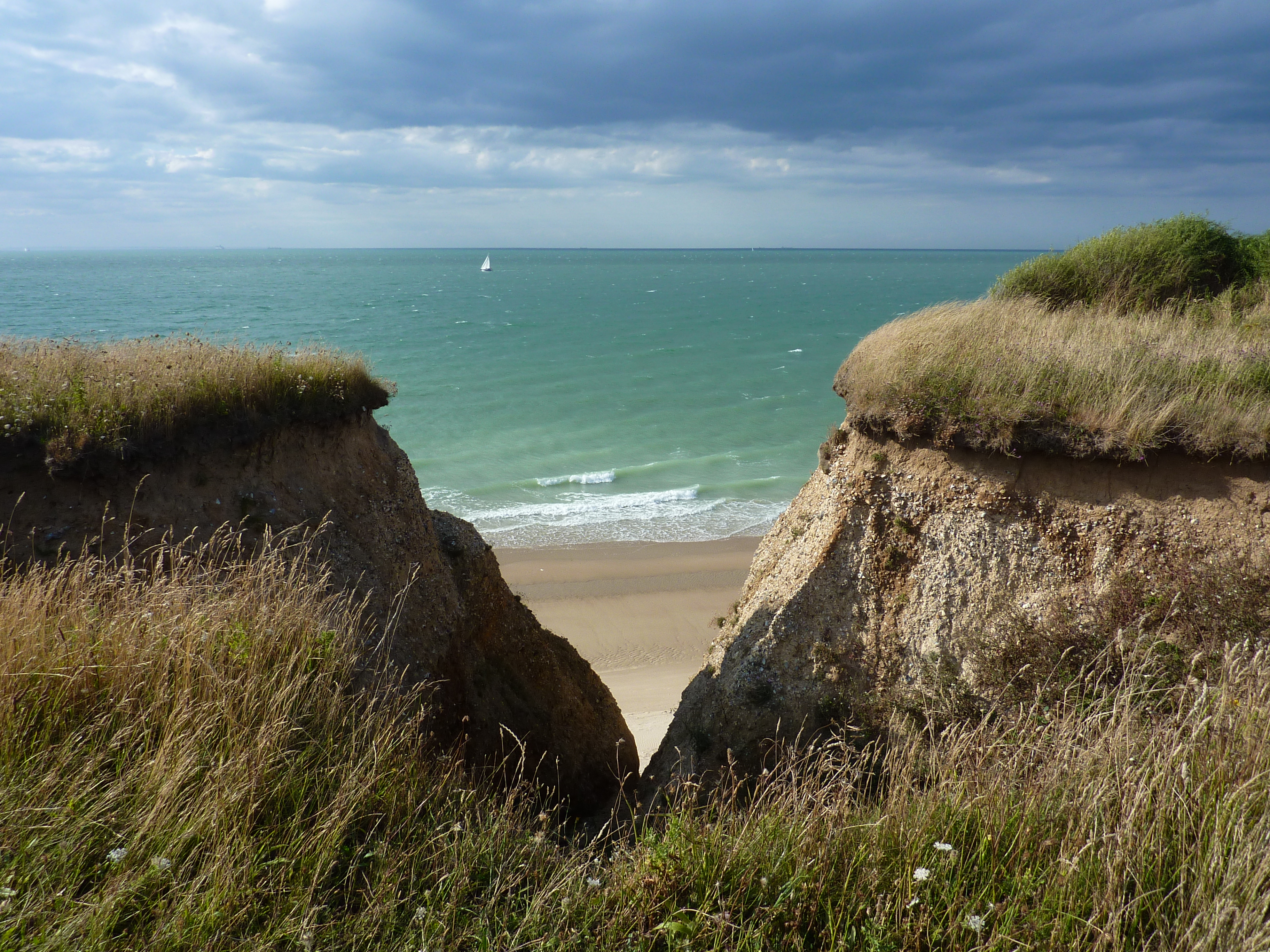
Côte d’Opale
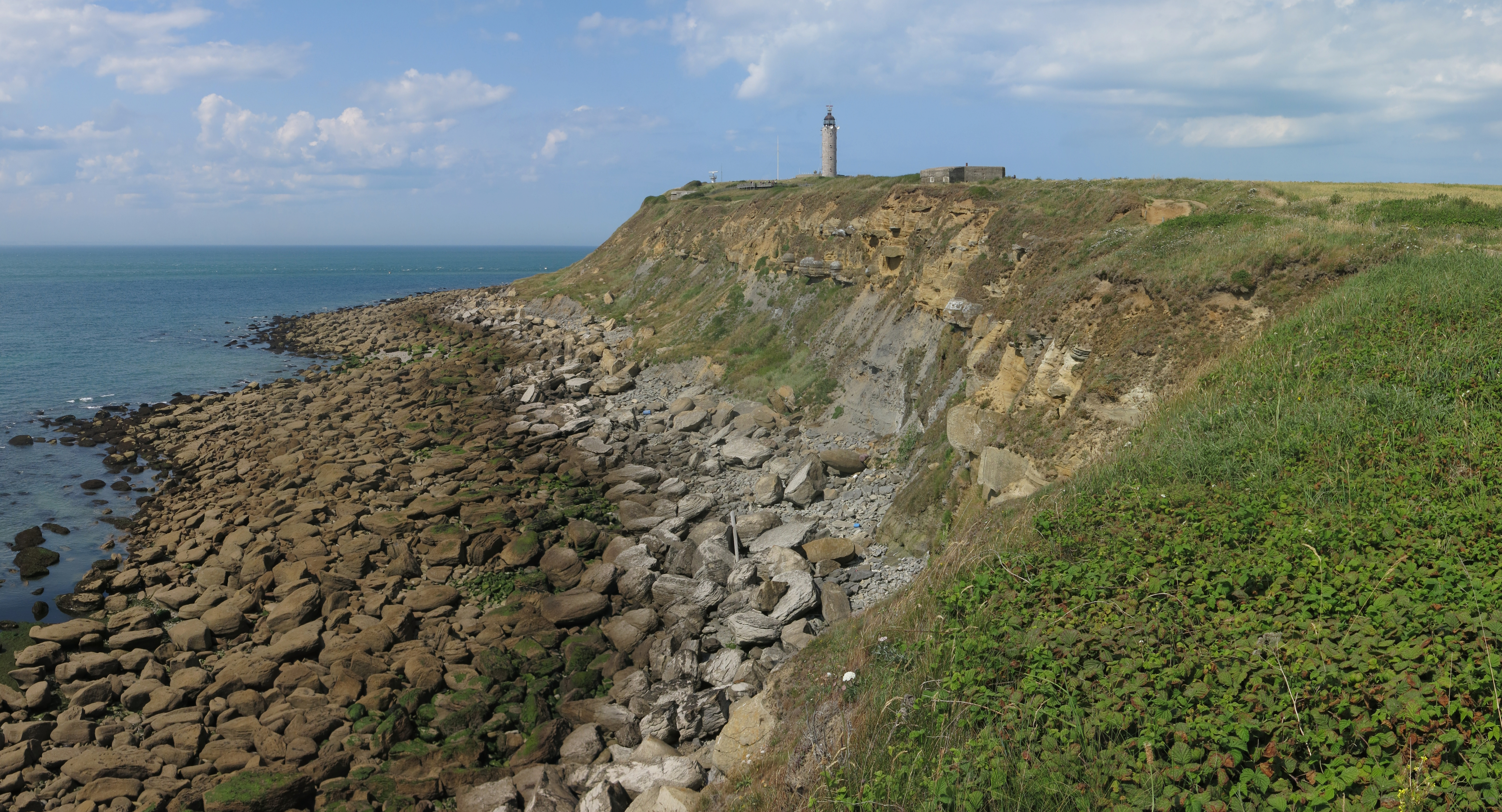
Cap Gris-Nez
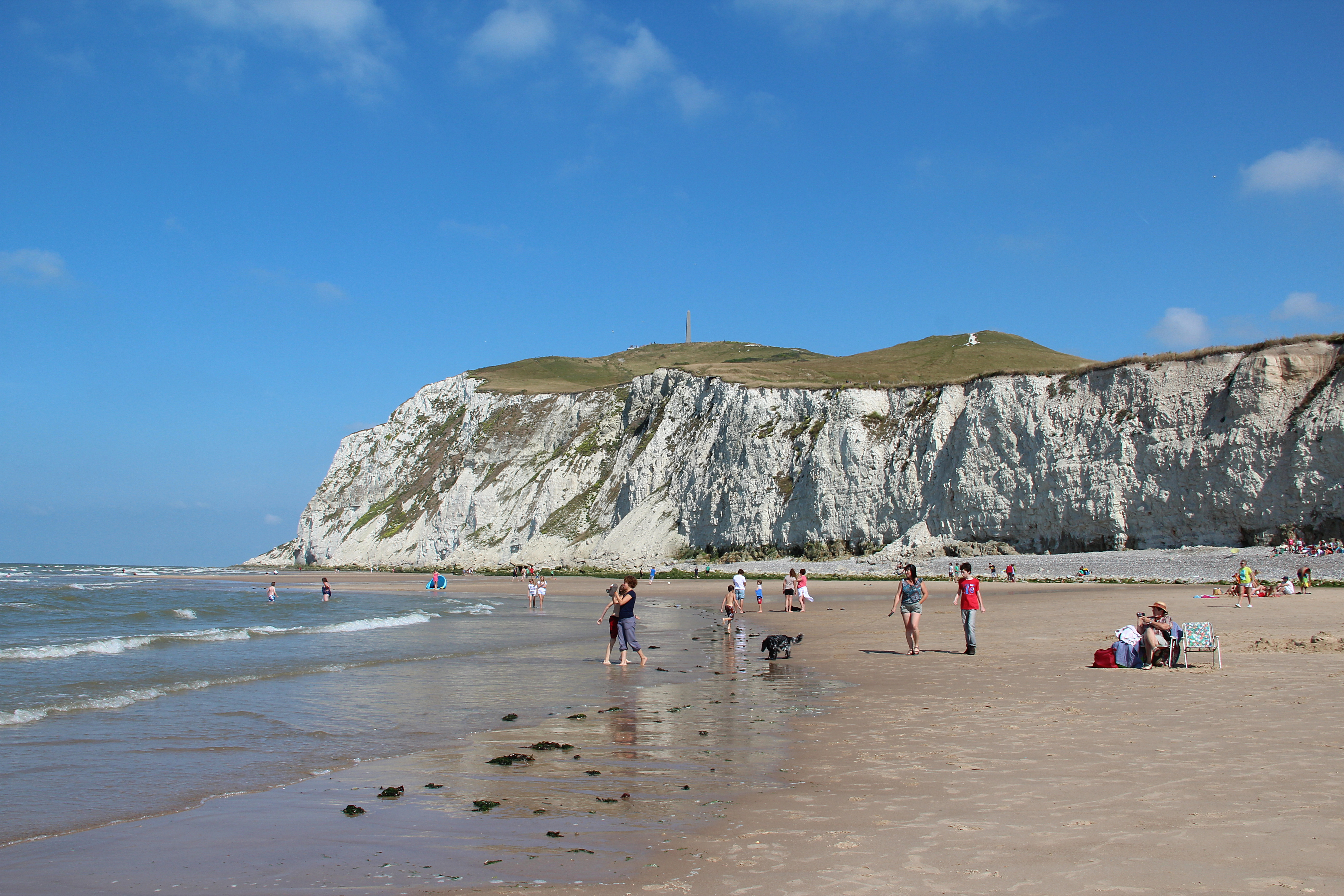
Cap Blanc-Nez
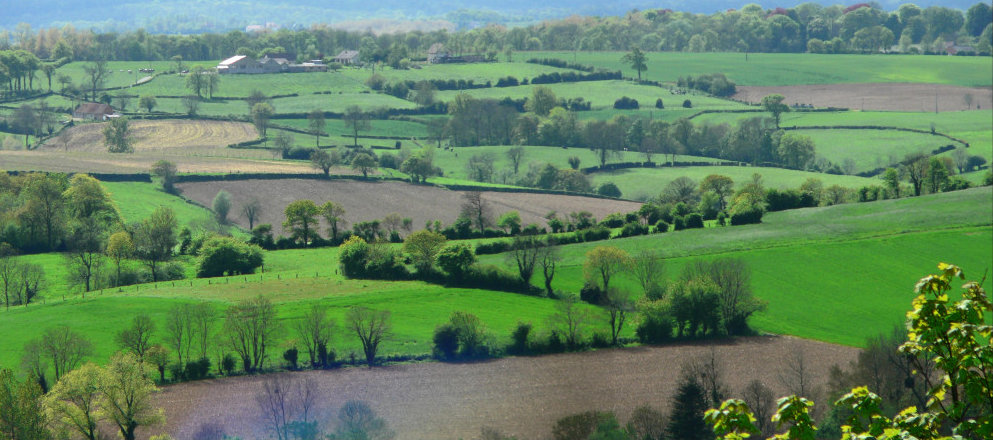
Bocage-Landschaft in den Hügeln des Boulonnais
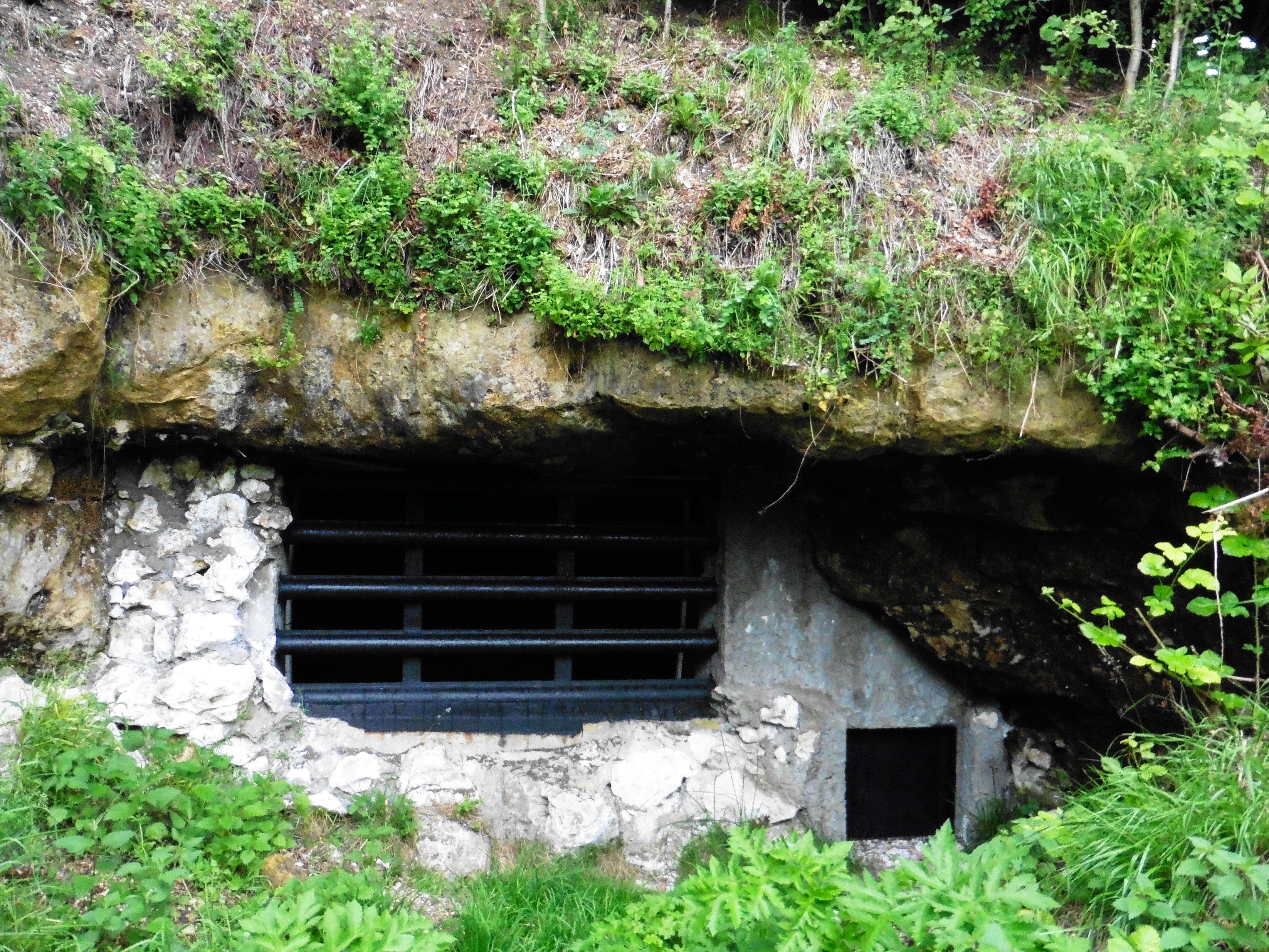
Grotte in Acquin-Westbécourt
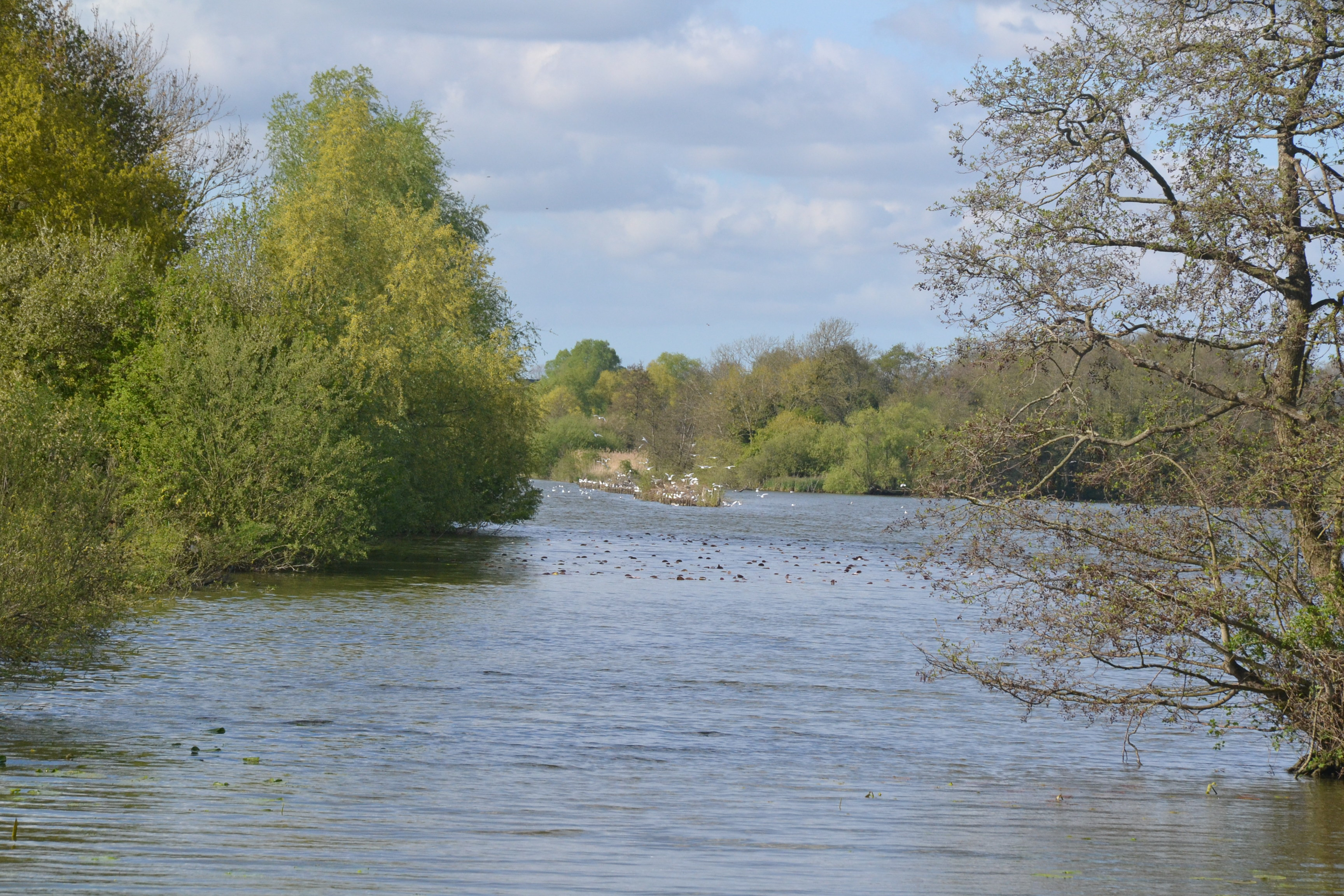
Seengebiet Étangs du Romelaëre